# Romesco de peix

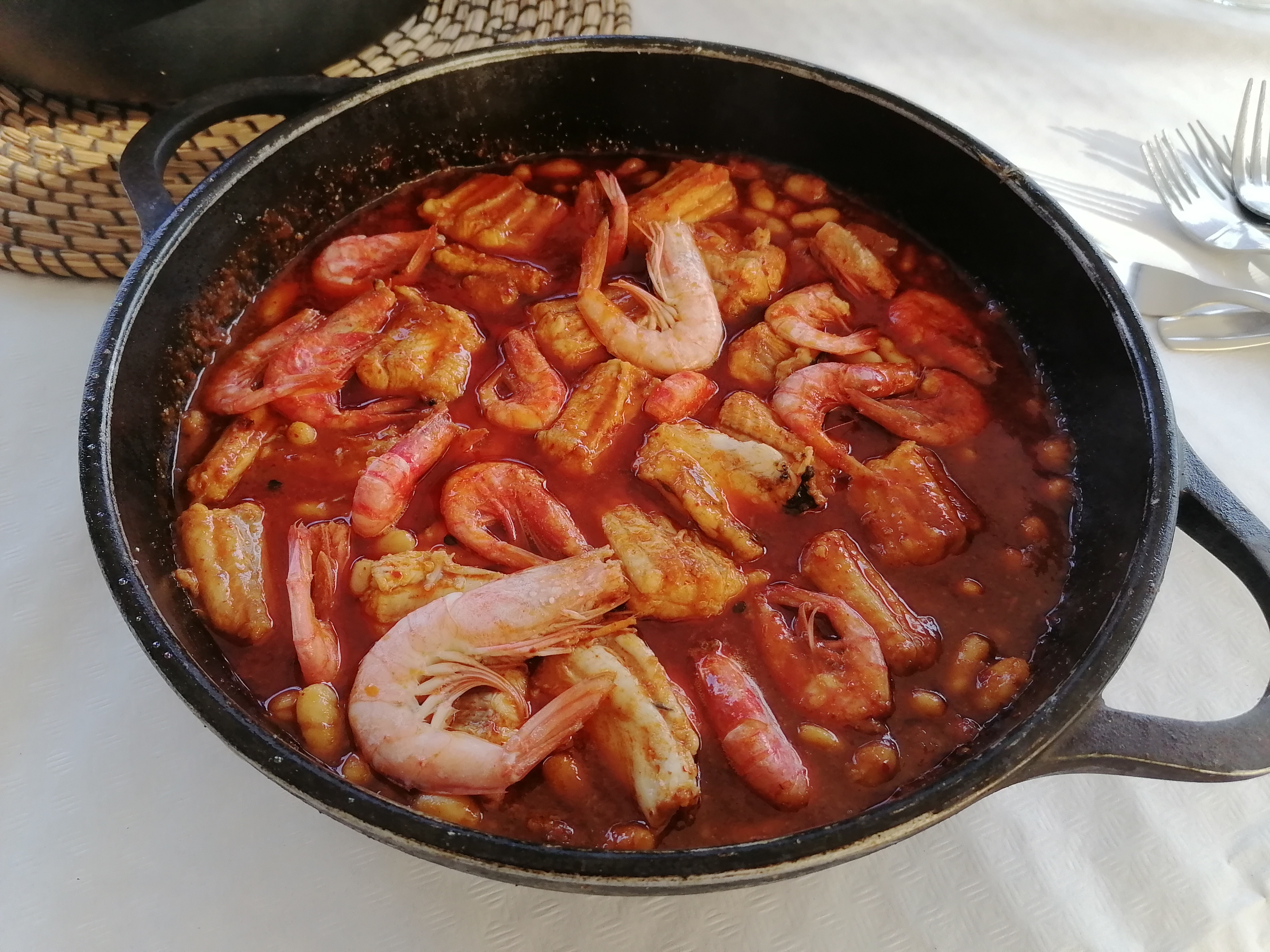
Romesco de moixina, fesols i gambes (cuinat per Manolo Quero)

El Romesco de peix (de vegades indiferentment anomenat Romesco, Romesco de Tarragona o també Romescada o fins i tot romesquet) és un suquet de peix (caldereta) propi de la tradició gastronòmica pescadora de Tarragona, particularment del barri mariner de El Serrallo. La base d'aquest plat és una picada sofregida realitzada a partir d'ametlles, avellanes, all, pa fregit i pebrot de romesco (pebrot vermell sec). El Romesco de peix és també tradicional, en major o menor mesura, d'altres localitats de la província, com ara Cambrils, Torredembarra, Valls, El Vendrell, La Pobla de Mafumet o Santa Coloma de Queralt.
Cal no confondre el Romesco de peix (suquet) amb la salsa de romesco (també anomenada simplement "romesco"). Aquesta última és una salsa freda emprada en el guarniment d'amanides, mariscs, etc. i que es pot usar també a la tradicional calçotada, encara que amb lleugeres variants.
La salsa de romesco (també anomenada simplement "romesco") probablement es va desenvolupar a partir d´aquest suquet, i es va popularitzar des dels anys 60 del segle XX en un context de desenvolupament turístic.